# Willy Smedts
Willy Smedts (Werchter, 20 juni 1948) is een Vlaamse hoogleraar Nederlandse taalkunde aan de Katholieke Universiteit Leuven. Hij doceerde er tot zijn emeritaat in 2010 de vakken morfologie, taalbeheersing en juridisch taalgebruik.
Smedts studeerde van 1966 tot 1972 aan de KU Leuven en in 1971 en 1972 aan het Instituut A.W. de Groot van de Universiteit Utrecht. In 1979 promoveerde hij aan de KU Leuven tot doctor in de Letteren en de Wijsbegeerte. In 1983 was hij visiting fellow aan het Netherlands Institute for Advanced Study NIAS.
Hij was onder andere
- bestuurder van de Landelijke Vereniging van Neerlandici (LVVN), 1992-2023
- lid, voorzitter van 1993-2000, van het Taaladviesoverleg van de Nederlandse Taalunie TAO belast met het harmoniseren van taaladviezen en het onderhouden en uitbreiden van taaladvisering op het internet: taaladvies.net, 1991-2007
- lid van de Nederlands-Vlaamse ministeriële Commissie Lexicografische Vertaalvoorzieningen CLVV en daarna van de Adviescommissie voor Lexicografische vertaalvoorzieningen ALVV, die de totstandkoming van vertaalwoordenboeken stimuleert en subsidieert, 1993-2007
- lid, voorzitter van 2002-2012, van Commissie 400 024 Algemene bedrijfsterminologie 5050 Woordwijzer van de NEN, 1997-2012
- programmadirecteur van het postacademische programma Vertalen op Europees Niveau, 1988-2012

Hij leidde onderzoeksprojecten als
- Referentiebestand Nederlands voor bilinguale woordenboeken, 1996-1998 en 2004
- Taalhantering door de VRT, 1998-2008
- Taaladvies online, 1999-2002
- Taalgebruik in Het Nieuwsblad, 2001
- Vereenvoudiging van juridisch taalgebruik, in opdracht van de Hoge Raad voor de Justitie, 2005

## Publicaties
- Adjectivering en appellativering van toponiemen. Een synchronisch-descriptieve studie, 1974
- De beheersing van de woordvorming. Een sociolinguïstisch onderzoek bij Vlaamse dertienjarigen, 1986
- Dag in dag uit. Van woord tot woord, 1990, 6e druk 2006
- Taalboek Nederlands, met William Van Belle, 1993, 6e druk 2011
- Taalquizboek, met Geert Craps, 1996, 3e druk 1997
- De Nederlandse taalkunde in kaart, redactie met P.C. Paardekooper, 1999
- Nederlandse rechtstaal, met Karl Hendrickx, 2001
- Correct taalgebruik, met Willy Penninckx & Paul Buyse, 8e druk, 2006
- Notuleren kan je leren, met Peter Schoenaerts, 2004
- ABC van de CLVV, redactie, 2006
- Prisma Handwoordenboek Nederlands. Met onderscheid tussen Nederlands-Nederlands en Belgisch-Nederlands, met Willy Martin, 2009
- Uit mijnen hoofde. Flarden herinneringen 1972-2010, 2010